# 池田澄時
池田 澄時（いけだ すみとき）は、因幡鹿奴藩（鳥取東館新田藩）の第6代藩主。

## 略歴
明和6年（1769年）3月22日、因幡鳥取藩の第5代藩主・池田重寛の四男として鳥取城で生まれる。
明和8年（1771年）に鹿奴藩の第5代藩主・延俊が死去したため、その養子として家督を継いだ。初代仲澄、4代澄延（延俊の兄）の偏諱である「澄」の字を受けて澄時と名乗る。
天明5年（1785年）6月、江戸城神田橋門番に任じられるが、7月21日に江戸で死去した。享年17。跡を異母弟で養子の澄教（仲雅）が継いだ。